# Историја Албаније у Другом светском рату
Албанија се током Другог светског рата, од 1939. до 1944. године, налазила под окупацијом Фашистичке Италије и Нацистичке Немачке. У овом периоду, подручје Албаније је прво, између 1939. и 1943. године, чинило италијански протекторат (видети: Албанија под италијанском окупацијом), а потом, између 1943. и 1944. године, марионетску државу под контролом Немачке (видети: Албанија под немачком окупацијом). Ове марионетске творевине су званично називане Краљевина Албанија (алб. Mbretëria Shqiptare, итал. Regno albanese), али су у делу литературе познате и као "Велика Албанија".
Независну Краљевину Албанију је 1939. године окупирала и анектирала Италија и начинила је државним протекторатом у саставу Италије.
Окупацијом и поделом Краљевине Југославије 1941. године, Италија је анектирала делове југословенске територије од којих је неке прикључила Албанији. Албанији су тада прикључени источни делови Црне Горе, јужни делови Србије (укључујући највећи део Косова и Метохије) и западни делови Македоније.
Капитулацијом Италије 1943. године, Албанију окупирају немачке трупе, а Немачка тада третира Албанију као де јуре независну земљу под њеном окупацијом. Поразом немачке на балканском ратишту 1944. године, обнавља се Албанија у предратним границама, а анектиране југословенске територије су враћене обновљеној Југославији.

## Позадина
Како је Немачка анектирала Аустрију и кренула против Чехословачке, Италија је видела себе како постаје другоразредни члан Осовине. Након што је Хитлер напао Чехословачку, а да унапред није обавестио Мусолинија, италијански диктатор је почетком 1939. године одлучио да настави са сопственом анексијом Албаније. Италијански краљ Емануеле III критиковао је план за преузимање Албаније као непотребан ризик. Рим је, међутим, Тирани дао ултиматум 25. марта 1939, захтевајући да прихвати италијанску окупацију Албаније. Краљ Зог I одбио је да прихвати новац у замену за пружање подршке потпуном италијанском преузимању и колонизацији Албаније, а 7. априла 1939. Мусолинијеве трупе, предвођене генералом Алфредом Гуцонијем, напале су Албанију / нападајући истовремено све албанске луке. У Саранди је било 65 јединица, 40 у Валони, 38 у Драчу, 28 у Медову и још 8 у Биштију и Палесу. Првобитни италијански планови за инвазију предвиђали су до 50.000 људи уз подршку 137 морнаричких јединица и 400 авиона. На крају су инвазијске снаге нарасле на 100.000 људи уз подршку 600 авиона.
У Драчу, је снага од само 360 Албанаца, углавном жандара и грађана, предвођена Абазом Купијем, командантом жандармерије у Драчу, и Мујом Улћинакуом, поморским званичником, покушала да заустави напредовање Италије. Опремљени само пушкама и са три митраљеза, успели су да држе Италијане на одстојању неколико сати све док велики број малих тенкова није искрцан са италијанских бродова. Након тога, отпор је почео да се руши и за пет сати италијанске трупе су заузеле град. До 13:30 првог дана, све албанске луке биле су у италијанским рукама.
Не желећи да постане италијанска марионета, краљ Зог, његова супруга и њихово новорођенче Скендер побегли су у Грчку и на крају у Лондон. Дана 12. априла, албански парламент гласао је за уједињење земље са Италијом „у личној унији“ и за свргавање Зога и понуду албанске круне Виторију Емануелеу III. Италијани су успоставили фашистичку владу под водством Шефкета Верљација и убрзо поставили Италијане на водећим позицијама у албанској војсци и дипломатским службама. Албанија је 15. априла 1939. иступила из Друштва народа, из које је Италија иступила 1937. Дана 3. јуна 1939, албанско министарство спољних послова спојено је у италијанско министарство спољних послова. Албанска војска је стављена под италијанску команду и формално је спојена у италијанску војску 1940. Поред тога, италијански црнокошуљаши формирали су четири легије албанске милиције, првобитно регрутоване од италијанских колониста који су живели у Албанији, а касније од етничких Албанаца.
Након инвазије, Галеацо Ћано се надао да ће појачати утисак благонаклоности низом почетних гестов усмерених више на односе са јавношћу него на решавање било ког од дубоких социјалних и економских проблема Албаније. Један од првих Ћанових потеза био је дистрибуција хране и одеће у неким од сиромашних подручја и пуштање политичких затвореника. Лично је поделио 190.000 златних франака сиромашнима у Тирани, Скадру, Валони, Ђирокастри, Саранди, Корчи и Кукешу. Пошто је новац давао сиромашнима, заобилазећи уобичајену бирократију, био је добро прихваћен. Италијани су такође много допринели инфраструктури, пољопривреди и истраживању хрома и угљоводоника којима је Албанија била богата. Италијани су се надали да ће обимна улагања у Албанију донети и економске и политичке користи. Упркос слабој домаћој економији, Мусолини је Албанцима гарантовао суму од 22 милиона фунти током пет година за економски развој, знатно више од 8,2 милиона које је Рим уложио од раних 1920-их. Почетни извештаји о италијанским активностима били су прилично повољни. Чак је и немачки министар Еберхард фон Панвиц, који је непрестано био критичан према Италијанима, благонаклоно коментарисао италијански темпо, који је упоредио са темпом у Аустрији после Аншлуса. Нови грађевински пројекти донели су велике количине капитала и запослили су многе Албанце. Влада је почела да дозвољава Италијанима да заузимају техничке положаје у албанској државној служби, а такође је почела да дозвољава улазак италијанских насељеника у Албанију. То је у великој мери утицало на однос Албанаца према италијанским освајачима и локално становништво их је дочекало са више поштовања и наклоности.

## Италијанска марионетска држава
Упркос дугогодишњој заштити Албаније и савезништву са Италијом, 7. априла 1939. италијанске трупе напале су Албанију, пет месеци пре почетка Другог светског рата. Албански оружани отпор показао се неефикасним против Италијана и, након кратке одбране, земља је била окупирана. Дана 9. априла 1939. албански краљ, Зог I побегао је у Грчку.
Настојећи да придобију албанску подршку италијанској владавини, Ћано и фашистички режим подстакли су албански иредентизам у правцима Косова и Чамерије. Упркос Јакомонијевим уверавањима о албанској подршци с обзиром на обећано „ослобађање“ Чамерије, албански ентузијазам за рат је изостао. Војници неколико албанских јединица ангажованих у борбу током почетка Грчко-италијанског рата (1940–1941) заједно са италијанском војском углавном су „или дезертирали или већином побегли“. Извештава се да су албански агенти регрутовани пре рата деловали иза грчких линија и вршили саботаже, али их је било мало. Подршка Грцима, иако ограничене природе, долазила је пре свега од локалног грчког становништва које је топло поздравило долазак грчких снага у јужне области Албаније.

## Комунистички и националистички отпор

### Почеци комунизма
Суочени са аграрним и углавном муслиманским друштвом које је било под надзором безбедносне полиције краља Зога I, албански комунистички покрет привукао је мало присталица у међуратном периоду. У ствари, земља није имала пуноправну Комунистичку партију пре Другог светског рата. Након што је Фан С. Ноли 1924. побегао у Италију, а касније и у Сједињене Државе, неколико његових левичарских штићеника мигрирало је у Москву, где су се придружили Балканској конфедерацији комунистичких партија и преко ње коминтерни, удружењу међународне комунистичке партије. Коминтерна је 1930. године послала Алија Кељмендија у Албанију да организује комунистичке ћелије. Међутим, Албанија није имала радничку класу на коју би се комунисти могли ослонити за подршку, а марксизам је привукао само мали број западнообразованих тоскијских интелектуалаца и сељаке без земље, рударе и друге особе незадовољне застарелим друштвеним и албанским економским структурама. Париз је постао средиште албанских комуниста све док нацистичке депортације нису десетковале њихове редове након пада Француске 1940.

### Почеци отпора Енвера Хоџе и Мехмета Шехуа
Енвер Хоџа и ветеран Шпанског грађанског рата, Мехмет Шеху, на крају су постали најмоћније личности у Албанији деценијама после рата. Доминантна фигура у модерној албанској историји, Енвер Хоџа је водио свој народ дуже време него било који други владар. Рођен 1908. године, од оца тоскијског земљопоседника из Ђирокастре који се вратио у Албанију након рада у Сједињеним Државама, Хоџа је похађао најбољу припремну школу у држави, Национални лицеј у Корчи. Током 1930. године похађао је универзитет у Монпељеу у Француској, али је изгубио албанску државну стипендију због занемаривања студија. После се преселио у Париз и Брисел. По повратку у Албанију 1936. године, иако није стекао универзитетску диплому годинама је предавао француски језик у свом бившем лицеју и учествовао у комунистичкој ћелији у Корчи. Касније је отишао у Тирану и када је формирана Комунистичка партија Албаније у новембру 1941. године, именован је за генералног секретара странке, на месту које је задржао до своје смрти 1985. године.
Шеху, такође Тоск, студирао је у америчкој стручној школи у Тирани. Отишао је на војни колеџ у Напуљу али је избачен због левичарске политичке активности. У Шпанији се Шеху борио у интернационалној бригади „Гарибалди“ и постао командант једног од батаљона бригаде. По завршетку шпанског сукоба, заробљен је и интерниран у Француску. Вратио се у Албанију 1942. године и убрзо постао истакнута личност. Током сукоба истакао се својим командним способностима. У својим мемоарима објављеним 1984. године, британски извршни директор за специјалне операције Дејвид Смајлеј је написао:
"Мехмет Шеху био је низак, жилав, црномањест тридесетогодишњак који се ретко смешио, осим на туђе несреће. Говорио је добро енглески, био је врло способан и имао је много више војног знања од већине осталих Албанаца …. Красиле су га особине храбрости, неустрашивости, безобзирности и суровости - похвалио се да је лично пререзао грло на седамдесет италијанских карабинијера који су били заробљени. Прво сам се с њим слагао, јер као војници имали смо нешто заједничко, али моји односи с њим су се погоршали јер је мало учинио да прикрије своју ненаклоност према свим британским стварима."

### Почетак албанских комунистичких и фашистичких партија и Народноослободилачки покрет
Након инвазије на Албанију од стране Италије у априлу 1939. године, 100.000 италијанских војника и 11.000 италијанских колониста населило се у земљи. У почетку је Албанска фашистичка странка добила подршку становништва, углавном због припајања Косова и других територија насељених Албанцима након освајања Југославије и Грчке од стране сила Осовине у пролеће 1941. Бенито Мусолини похвалио се у мају 1941. групи Албански фашисти да је створио Велику Албанију коју су дуго жељели националисти из Тиране. Албанска фашистичка партија на челу са Тефиком Мборјом имала је снажну подршку међу становништвом земље након анексије Косова.
Неколико група које су предводили Баба Фаја Мартанеши, бивши официр жандармерије Гани-бег Криезију, комуниста Мустафа Ђиниши и десничарски политичар Мухарем Бајрактари. Покушај уједињења тих група у једну организацију предузео је мајор Абаз Купи, демократски политичар, који је створио подземну организацију звану Фронт јединства. Овај фронт, који се повећао у року од неколико месеци, сломљен је у априлу 1941. године након пораза Југославије и Грчке. Неки од његових чланова прешли су у колаборационистички логор, неки су ухапшени, а неки други побегли у планине. Ратовање је на неко време престало.
Новембра 1941. мале албанске комунистичке групе основале су у Тирани Комунистичку партију Албаније од 130 чланова под вођством Хоџе и Централног комитета од једанаест људи. У почетку странка је имала мало јавних апела, а чак је и њена омладинска организација имала мало регрута.
Отпор у Албанији постао је активан након пораза италијанских снага у рату са Грчком, који је започео 28. октобра 1940. Првобитно слоган изградње „Велике Албаније“, у који су Италијани обећали да ће припојити значајан део грчког Епира, дозволио колаборационистичким властима да мобилишу неколико хиљада добровољаца за војску (поред редовних трупа). Слом италијанске офанзиве у Грчкој изазвао је кризу међу регуларним трупама, које су одбиле да учествују у даљим борбама, као и у добровољачким јединицама, које су се разишле, а неки војници су дезертирали у планине. На крају, број борбених група и партизанских одреда, појачаних дезертерима из војске, нарастао је на неколико десетина, са преко 3.000 људи. У новембру су у Љешу побуњени војници, који су одбили даљу службу у италијанским јединицама, водили битку са италијанском казненом експедицијом, убивши 19 и тешко ранивши 30 Италијана, пре повлачења у планине. Истог месеца један партизански одред поставио је заседу за италијанску транспортну колону на путу за Ђирокастру. Неколико Италијана је убијено. Дана 17. маја 1941. године у Тирани је младић Васиљ Лачи покушао да изврши атентат на краља Емануелеа III пуцајући у њега. Међутим није успео и убрзо је погубљен.
Средином 1942. године, међутим, партија је позвала младе људе да се боре за ослобођење своје земље од Италије. Много младих жељних слободе пропагандом је повећало број нових регрута. У септембру 1942, партија је организовала популарну фронтовску организацију, Народноослободилачки покрет (НОБ), из бројних група отпора, укључујући и неколико антикомунистичких. Током рата, партизани међу којима су доминирали комунисти, у облику Народноослободилачке војске, игнорисали су упозорења италијанских окупатора да ће бити одмазде због герилских напада. Насупрот томе, партизански лидери рачунали су да ће искористити италијанску одмазду како би придобили нове регруте.
У селу Љабинот се од 17. до 22. фебруара 1943. одржала прва национална конференција Албанске комунистичке партије. Процена политичке и војне ситуације у земљи указала је на потребу стварања хомогене народноослободилачке војске. Донета је и одлука која се односи на тактику ратовања, препоручивало се да команданти јединица спроводе акције са већим снагама. Дванаест партизанских одреда под хомогеном командом извршили су 17. маја напад на италијански гарнизон у Лесковику, који је штитио важан путни чвор. Партизани су окружили град чврстим прстеном и предузели офанзиву. Град је држало преко 1.000 Италијана. Битка је трајала три дана. Командант гарнизона тражио је ваздушну подршку, али пре него што је подршка стигла, партизани су заузели град. Италијани су изгубили неколико стотина војника и знатне количине наоружања и опреме. Крајем јуна Италијани су започели казнену експедицију против партизана у региону Малакастра и Тепелене. Две хиљаде партизана заузело је одбрамбене положаје на планинским превојима. У првом сукобу Италијани су били приморани да се врате, али су 14. јула обновили акцију тенковима, артиљеријом и авионима. После четири дана борби, партизани су претрпели велике губитке и повукли се у више делове планина. Генерално, од маја до јула Италијани су изгубили хиљаде војника, а многи су били рањени.
После марта 1943. године, НОБ је формирао свој први и други редовни батаљон, који су касније постали бригаде, који ће деловати заједно са постојећим мањим и нерегуларним јединицама. Отпор окупацији је брзо растао како су постали видљиви знаци италијанске слабости. Крајем 1942. герилске снаге бројале су од 8.000 до 10.000. До лета 1943. године, када су италијански напори пропали, скоро све планинске унутрашњости биле су под контролом јединица отпора.
НОБ је формално основао Народноослободилачку војску у јулу 1943. са Спиром Мојсијуом као њеним војним шефом и Енвером Хоџом као политичким официром. До тада је на терену бројала око 20.000 редовних војника и герилаца. Међутим, војне активности 1943. биле су усмерене против домаћих политичких противника странке, укључујући предратне либералне, националистичке и монархистичке странке, као и против окупационих снага.

### Националистички отпор
Националистички отпор италијанским окупаторима појавио се у октобру 1942. Али Кељчира и Митан Фрашери формирали су западно оријентисани и антикомунистички Бали Комбетар (Национални фронт). Овај покрет регрутовао је присталице из редова крупних земљопоседника и сељаштва. Подржали су стварање Велике Албаније од стране Италијана и позвали на стварање републике и увођење економских и социјалних реформи, супротстављајући се повратку краља Зога. Њихове вође су, међутим, деловале конзервативно, плашећи се да ће окупатори извршити одмазде над њима или одузети имања земљопоседника. Националистички поглавари Гега и Тоска често су се мирили са Италијанима, а касније и Немцима, како би спречили губитак свог богатства и моћи. Бали Комбетару, који се борио против Италијана, претиле су супериорне снаге НОБ-а и југословенски партизани, које су подржавали савезници.
Међу истакнутим заповедницима Бали Комбетара били су Сафет Бутка и Хисни Лепеница. Бутка је био интерниран у Италији две године док није ослобођен у августу 1942. године и дозвољено му је да се врати у Албанију. Затим је отишао у планине и постао вођа покрета Бали Комбетара на подручју Корче. Језгро његове герилске групе чинило је 70 сезонских и искусних бораца који су у случају нужде могли да окупе хиљаду људи. Буткина група пружала је драгоцену помоћ борцима у Валони и запленила италијанска складишта реквирираних пољопривредних производа (кукуруз, дуван, вуна итд.) и вратила их њеним власницима. Његове снаге напале су Италијане у Флоћу у јануару 1943. и Виткуку у марту 1943.
Борбе које су се одвијале са генерал-командантом Хиснијем Лепеницом током августа 1942. године у Дукату, Маврову, Вадици, Драшовици и Лакатунду уз помоћ савезничке авијације резултирале су победом. Након италијанске капитулације, комунисти и балисти тражили су предају свих преосталих италијанских снага у миру. Међутим, Хисни Лепеница је по инструкцијама Централног комитета Националног фронта отишао у Герот, где се налазила италијанска дивизија „Ферара“, како би узео њихово оружје, како је договорено са генералом дивизије, али након Тилманове интервенције генерал дивизије напао је Лепеничину групу. У бици код Ђорме која је резултирала пресудном победом Албанаца и смрћу италијанског пуковника Клементија, Лепеница је починио самоубиство када је чуо да су почели сукоби између комуниста и балиста. У јесен 1943. нацистичка Немачка окупирала је целу Албанију након пораза Италије. У страху од одмазде већих снага, Бали Комбетар је склопио договор са Немцима и формирао "неутралну владу" у Тирани која је наставила рат са НОБ-ом и југословенским партизанима.
Бали Комбетар је такође био активан на Косову и у Македонији. Њихове снаге су углавном биле концентрисане у Косовској Митровици, Дреници и Тетову. Међутим, примећено је да су балисти у овим регионима били агресивнији од балиста у Албанији. Са Немцима које су протерали југословенски партизани, и албанским комунистима који су прогласили победу у Албанији, југословенски лидер Јосип Броз Тито наредио је сакупљање оружја на Косову и хапшење истакнутих Албанаца. Ово није добро прихваћено међу Албанцима што је у комбинацији са страстима које су осећали према Косову, изазвало побуну. Балисти из регије Дреница напали су 2. децембра 1944. рударски комплекс Трепчу и друге циљеве. Слично томе, у Кичеву, Гостивару и Тетову, преостали балисти су покушали да одрже под контролом регион након што су југословенски партизани прогласили победу. Побуна је касније сломљена, а балистички вође су или затворени, прогнани или убијени због њихове сарадње са нацистима. Балисти су такође били активни у Црној Гори и Санџаку борећи се са четницима у тим подручјима.

### Између италијанске предаје и немачке окупације
Свргавањем фашистичког режима Мусолинија и предајом Италије 1943. године, италијанска војна и полицијска управа у Албанији се распала. Пет италијанских дивизија разоружали су Немци, али су многи италијански војници избегли заробљавање и придружили се герилским снагама, 6. италијанска дивизија у Албанији приступила је Отпору. Комунисти су преузели контролу над већином јужних градова Албаније, осим Валоне, која је била упориште Бали Комбетара, а националисти повезани са НОБ-ом стекли су контролу над већим делом севера.
Британски агенти који су током рата радили у Албанији пружали су албанским борцима отпора лажне информације да савезници планирају велику инвазију на Балкан и подстицали су различите албанске групе да уједине своје напоре. У августу 1943. године, савезници су убедили комунистичке и вође Бали Комбетара да потпишу Мукјенски споразум којим ће управљати њиховим герилским операцијама. Две групе су на крају прекинуле сваку сарадњу због неслагања око послератног статуса Косова. Комунисти су подржали враћање региона Југославији након рата са надом да ће Тито мирно уступити Косово Албанији, док се националиста Бали Комбетар залагао за задржавање покрајине.

#### Мукјенски споразум
Мукјенски споразум је уговор потписан 2. августа 1943. године у албанском селу Мукје између националиста Бали Комбетара и комунистичког народноослободилачког покрета. Две снаге радиле би заједно у борби против италијанске контроле над Албанијом. Међутим, настао је спор око статуса Косова. Док је Бали Комбетар предложио да се боре за интеграцију Косова у Албанију, комунистички представници су се жестоко успротивили. Бали Комбетар је етикетирао партизане као издајнике Албаније и често их је називао „Титовим псима" док су партизани оптуживали балисте за сарадњу са силама Осовине, распламсавајући тако рат између њих који је трајао годину дана.

### Немачка окупација
Приликом планирања инвазије, Вермахт је израдио низ војних планова за акцију против италијанских поседа на Балкану под кодним именом „Константин“. А за директнију акцију, јединице Немачке војне обавештајне службе (Абвер) секције II биле су послате у Косовску Митровицу (данашње Косово и Метохија) априла 1943. године, у покушају да стекну одређени утицај међу све већим бројем Албанаца незадовољних Италијанима. Још директније, у јулу и августу 1943. године, немачка војска је заузела албанске аеродроме и луке, наводно да би заштитила италијанску Албанију од могућности савезничке инвазије. Средином августа у Албанији је било око шест хиљада немачких војника. Немци су планирали да направе независну неутралну Албанију под контролом владе пријатељски настројене према Немцима. Након што су албански партизани одбацили Мукјенски споразум, избио је рат између албанских партизана (иза којих су стајали југословенски партизани, као њихови савезници) и балиста. Након капитулације италијанских снага 8. септембра 1943. године, немачке трупе су брзо окупирале Албанију са две дивизије. Немци су у Тирани формирали „неутралну владу“.
Немци су намеравали да успоставе аутономну управу и настојали су да убеде албанске лидере да формирају владу која би сама преузела управу над земљом. Многи су оклевали, посебно када су се прошириле гласине да се британске снаге припремају за инвазију на Албанију. Међутим, лидери косовских Албанаца, схватајући да би немачки пораз значио повратак под југословенску власт, били су спремнији за сарадњу. Дана 14. септембра 1943. године је успостављена албанска влада под вођством Бичакуа из Елбасана, УлћинијаПејанија и Џафера Деве са Косова. Национална скупштина, састављена од 243 члана, започела је са радом 16. октобра 1943. године, бирајући четворочлано Високо регентско веће (алб. Këshilli i Lartë i Regjencës) да управља државом. Нова влада, која је обећала да ће остати неутрална у рату, успела је да врати добар део стабилности. Администрација и правосудни систем поново су функционисали, а албанске школе су поново отворене широм северне и централне Албаније. Предузети су и кораци за спровођење земљишне реформе.
Након формирања неутралне владе, балистичке снаге у сарадњи са Немцима жестоко су се бориле против комуниста. Бали Комбетар такође је заузео Стругу у Македонији пошто је поразио партизански гарнизон.
На Косову и западној Македонији, која је била део независне државе Албаније, немачке и балистичке снаге имале су повремене окршаје са југословенским партизанима. Када је 5. партизанска бригада заузела Маћеларе, на пола пута између Дебра и Пишкопеје, Немци су уз помоћ балистичких снага Џема Хасе покренули напад из Дебра, поразивши партизане. Џем Хаса и Хисни Дема као и три немачка мајора водили су војне кампање против албанских и југословенских партизана.
Партизани су Тирану ослободили 17. новембра 1944. године након 20-дневне битке. Партизани су у потпуности ослободили Албанију од немачке окупације 29. новембра 1944. године. Националноослободилачка војска, која се у октобру 1944. састојала од 70.000 редовних, такође је учествовала у рату заједно са антифашистичком коалицијом. Албански партизани такође су помагали у ослобађању Косова и помагали су Титовим комунистичким снагама у ослобађању дела Црне Горе и јужне Босне. У то време, Совјетска армија је улазила у суседну Југославију, а немачка војска се повлачила из Грчке у Југославију.

## Комунистичко преузимање

### Привремена комунистичка администрација
Комунистички партизани окупили су се и стекли контролу над већим делом јужне Албаније у јануару 1944. Међутим, били су изложени нападима Немачке који су их протерали из одређених подручја до јуна. Дана 29. маја позвали су чланове Народноослободилачког фронта на конгрес у Пермету, који је изабрао Антифашистичко веће народног ослобођења да делује као албанска администрација и законодавно тело. Хоџа је постао председник извршног одбора већа и врховни командант Народноослободилачке војске. Комунистички партизани поразили су последње снаге Бали Комбетара у јужној Албанији до средине лета 1944. године и наишли су само на расути отпор балиста када су ушли у централну и северну Албанију крајем јула. Британска војна мисија позвала је остатке националиста да се не противе напредовању комуниста, а савезници су позвали своје представнике у Италију. Нису евакуисали националистичке вође, иако су многи побегли.
Пред крај новембра, главне немачке трупе повукле су се из Тиране, а комунисти су преузели контролу нападом на њу. Привремена влада, коју су комунисти формирали у Берату у октобру, управљала је Албанијом са Енвером Хоџом као премијером.

## Последице
Албанија је била у незавидном положају након Другог светског рата. Снажне везе НОБ-а са југословенским комунистима, који су такође уживали британску војну и дипломатску подршку, гарантовали су да ће Београд играти кључну улогу у послератном поретку Албаније. Савезници никада нису признали албанску владу у егзилу или краља Зога и нису постављали питање Албаније или њених граница ни на једној од главних ратних конференција. Не постоје поуздане статистике о ратним губицима у Албанији, али Управа Уједињених нација за помоћ и рехабилитацију пријавила је око 30.000 албанских ратних жртава, 200 уништених села, 18.000 уништених кућа и око 100.000 људи који су остали без домова. Албанска званична статистика наводи нешто веће губитке.
Даље, хиљаде Чама (Албанци који су живели у северној Грчкој) су протерани из Грчке и оптужени за сарадњу са нацистима.
Током нацистичке окупације, већина Јевреја у Албанији је спашена.

## Страно учешће
Значајан број страних држављана учествовао је у албанском отпору током Другог светског рата. Састојали су се углавном од италијанских војника који су желели да наставе рат против нацистичке Немачке, али су учествовали и други људи различитих националности.

### Италијанско учешће
Албански отпор започео је 1940. године малим „четама“, али је постао значајна снага 1942. Чак и током тог периода постојале су мале групе италијанских војника које су напустиле фашистичку војску и придружиле се албанским партизанима. Када је Италија капитулирала у септембру 1943. године, већ је било око 122 италијанских партизана расутих међу различитим јединицама албанске Народноослободилачке војске. Када је Италија капитулирала, у Албанији је било око 100.000 италијанских војника. Били су из дивизија Фиренце,  Парме,  Перуђе,  Ареца,  Бренера и других мањих независних јединица.
Многе италијанске снаге предале су се немачкој војсци која је напредовала. Велики део њих је послат у концентрационе логоре или на присилни рад у Албанији у служби немачке војске, а било је и масовних убистава италијанских официра, углавном из дивизије Перуђа са седиштем у Ђирокастри. Њен генерал Ернесто Чиминело, заједно са 150 официра, погубљен је у Саранди, а друга 32 официра такође су убијена на подручју Куча три дана касније.
Неки Италијани су се склонили у планине Албаније, док се око 15.000 италијанских војника предало албанским партизанима. Неке италијанске трупе предвођене Арналдом Аззијем, бившим заповедником Фирензе дивизије, створиле су Италијанску команду трупа у планинама (итал. Comando Italiano Truppe alla Montagna, скраћено CITM). Циљ им је био да пруже отпор немачким трупама уз помоћ албанских партизана. Успели су да створе неке јединице италијанских војника под својом командом, али су те трупе расејане у октобру и новембру 1943. године, током немачке зимске офанзиве. Официри ове команде придружили су се британским мисијама у Албанији и враћени су у Италију августа 1944. године.
Било је и око 2.150 Италијана који су изразили жељу да наставе борбу распоређени међу албанским партизанским јединицама. Око 472 италијанска борца распоређено је међу партизанским ударним бригадама. Ту је постојала група од 137 људи који су створили батаљон Антонио Грамши при 1. ударној бригади, и јединицу Матеоти у 3. ударној бригади. Some 401 were engaged in logistic and another 1,277 were attached to local commands. У периоду 1943–1945 међу албанским партизанима било је и других јединица италијанских бораца, као што је 6. батаљон 5. ударне бригаде састављен од око 200 Италијана.

### Дезертери Вермахта
Део немачких снага које су окупирале Албанију састојали су се од регрута Вермахта из региона Кавказа. Први дезертери Вермахта отишли су у албанске партизанске јединице крајем 1943. током немачке зимске офанзиве, али је њихов број растао у лето 1944. током немачке летње офанзиве. Током завршетка сукоба у Албанији од септембра до октобра 1944. године, када су немачке снаге почеле повлачење из Албаније, дошло је до бројних дезертерства из Вермахта. У августу 1944. године формирана је нова јединица у 3. ударној бригади од око 40 дезертера Вермахта (углавном Јермена и Туркмена). Још неких 70 Јермена створило је сопствену јединицу при 1. ударној бригади у септембру 1944. Било је и других мањих група дезертера Вермахта расутих међу албанским партизанским снагама, састављених од Немаца, Аустријанаца, Француза, Чеха и Пољака.

### Савезничке везе и помоћ
Британци су покушали да успоставе везе са Албанијом коју су окупирали Италијани почетком 1941. из тада неутралне Југославије. Од ових покушаја брзо се одустало након што су Немци и Италијани заузели Југославију. Након тога није покушаван контакт са албанским групама отпора све до 17. априла 1943, када је М.О.4, огранак организације за везу СОЕ-а, послао мисију којом је командовао потпуковник Били Маклин, а мајор Дејвид Смајлиј био је други у командној хијерархији. Уместо да слете у Албанију, мисија је слетела у северозападну Грчку, где су британски оперативци већ деловали са грчким герилцима. Одатле су у Албанију ушли пешке или на мазгама.
Након неколико неуспелих покушаја, мисија је ступила у контакт са НОБ-ом. Прва испорука наоружања и опреме примљена је 27. јуна. Већина оружја и опреме примљених у овој и наредним испорукама донирана је НОБ-у, који је био доминантна група у јужној Албанији, и коришћена је за опремање „Прве партизанске бригаде“.
Касније 1943. СОЕ је повећао величину мисије у Албанији. Нови заповедник био је бригадир Едмунд Франк Дејвис, са потпуковником Артуром Николсом као шефом штаба. Маклин и Смајлиј повучени су у нову базу СОЕ-а у Барију у јужној Италији ради извештавања. Иако су приметили да је НОБ предвођен комунистима више заинтересован за обезбеђивање политичке власти после рата, него за борбу против Немаца, препоручили су да их СОЕ и даље снабдева, покушавајући да постигну договор између НОБ-а и других покрета отпора.
У јануару 1944. Немци су напали и прегазили седиште британске мисије. Бригадир Дејвис је заробљен, док је потпуковник Николс умро од излагања и постоперативног шока након што је преживеле одвео на сигурно.
Током остатка 1944, СОЕ је наставило да снабдева НОБ, упркос жалбама Маклина и Смајлија, који су сада били задужени за везу са групом Абаза Купија и Бали Комбетара у северној Албанији, да НОБ користи ово оружје против својих политичких противника, а не против Немаца. Смајлиј, Маклин и Џулијан Ајмери евакуисани су у Италију крајем октобра. СОЕ је одбио да евакуише Абаза Купија на истом чамцу, а он јеуспео да побегне из земље укрцавши се на брод краљевске морнарице на Јадрану.

## Галерија
- Грчка противофанзива у Грчко-италијанском рату
- Територије припојене Албанији 1941.
- Административна подела Краљевине Албаније 1941.
- Албанија 1942.